# 龍池縣
龍池縣是唐代瀘州都督府順州所屬的一個縣，載初二年，開山洞置。其轄地在今四川省瀘州市所屬瀘縣、江安縣、合江縣一帶地方，是唐代招撫當地土著所设置的羁縻府州，地方长官由当地部族首领世袭。